# Гідрошахта

Гідрошахта.JPG

Гідроша́хта (рос.гидрошахта, англ. hydromine, hydraulic mine; нім. Hydrogrube f, Hydroschacht m) — підприємство гірничої промисловості, де вугілля або інші корисні копалини добувають підземним способом із застосуванням засобів гідромеханізації.

## Загальна інформація
Основні ланки гідрошахти:
- підземні гірничі виробки та комплекс гідровидобутку;
- поверхнева збагачувальна фабрика,
- комплекс прояснення води системи замкненого водопостачання.

Як правило, джерело води — шахтний водовідлив; у період пуску гідрошахти він забезпечує накопичення у відстійниках та резервуарах необхідної кількості води, а в процесі експлуатації — заповнює її втрати.
У гідрошахтах застосовується високонапірне (до 16 МПа, операція відбійки), низьконапірне (для гідротранспорту гірничої маси та пилоподавлення) і змішане водопостачання. 
Розрізнюють дві технологічні схеми водопостачання гідрошахти: центрально-замкнену і двоциклічну замкнену. 
Центрально-замкнена схема передбачає централізоване постачання, як правило, високонапірною водою всіх шахтних водоспоживачів. При потребі в низьконапірній воді високонапірна вода подається в спеціальні понижувальні редуктори. 
При двоциклічній замкненій схімі з поверхні подається тільки високонапірна вода, низьконапірна виділяється в камері гідропідйому шляхом згущення гідросуміші, що надходить із вибоїв гідрошахти і в спец. резервуарах-відстійниках.
Загальна технологічна схема роботи гідрошахти включає: подачу технологічної води в очисні і підготовчі вибої до гідромоніторів з допомогою високонапірних насосів, встановлених на поверхні; видачу гідросуміші самопливом із вибоїв жолобами в зумпф вуглесосної камери, а звідти — пульпопроводом на гравітаційне збагачення і зневоднення. Очисна виїмка вугілля в гідрошахтах ведеться гідромоніторами, механогідравлічними комбайнами в коротких лавах без кріплення очисного простору і довгих лавах — механізованими комплексами з гідротранспортом вугілля по лаві. Підготовчі гірничі виробки проходять по вугіллю, змішаним вибоєм з присічкою бічних порід або по породі.
Виділяють 3 основні групи технологічних схем проведення виробок:
- 1) із застосуванням гідравлічної відбійки;
- 2) буропідривних робіт і наступного гідрозмиву гірничої маси;
- 3) механогідравлічні і гідромеханічні способи.

## Історія
Перша у світі дослідно-промислова гідрошахта побудована у 1939 в Україні, на Донбасі (трест «Орджонікідзевугілля»). В 90-х рр. ХХ ст. в Україні діяли 5 гідрошахт. До 1999 р. діяла гідрошахта Шахта «Піонер». За кордоном гідрошахти діють в Канаді («Балмер»), ФРН («Ганза»), Новій Зеландії («Стронгмен»), Китаї («Лінцятуо»), Японії («Сунагава»), Росії («Інська», «Ювілейна» на Кузбасі та ін.). Середня продуктивність праці на робітника по видобутку на гідрошахтах Донбасу — 60,2 т/місяць.